# Keraterpeton
Keraterpeton és un gènere extint de tetràpode lepospòndils que visqueren a la fi del període Carbonífer d'Europa i Amèrica del Nord.
Keraterpeton era una criatura amb aparença de salamandra que feia uns 30 cm de longitud. La seva cua era remarcablement llarga suposant fins a dos terços de la llargària total de l'animal, i estava aplanat lateralment, fet que podria haver ajudat en la natació. El crani era rodó i curt, especialment comparant-lo amb el seu parent permià, Diplocaulus. Les seva extremitats posteriors tenien cinc dits, i eren més llargues que les potes anteriors, que només tenien quatre dits.
Tot i que keraterpeton tenia un cos llarg, no tenia més vèrtebres que la majoria de les altres espècies d'amfibis (15-26 de mitjana).